# Alte Pfarrkirche Klagenfurt-St. Peter

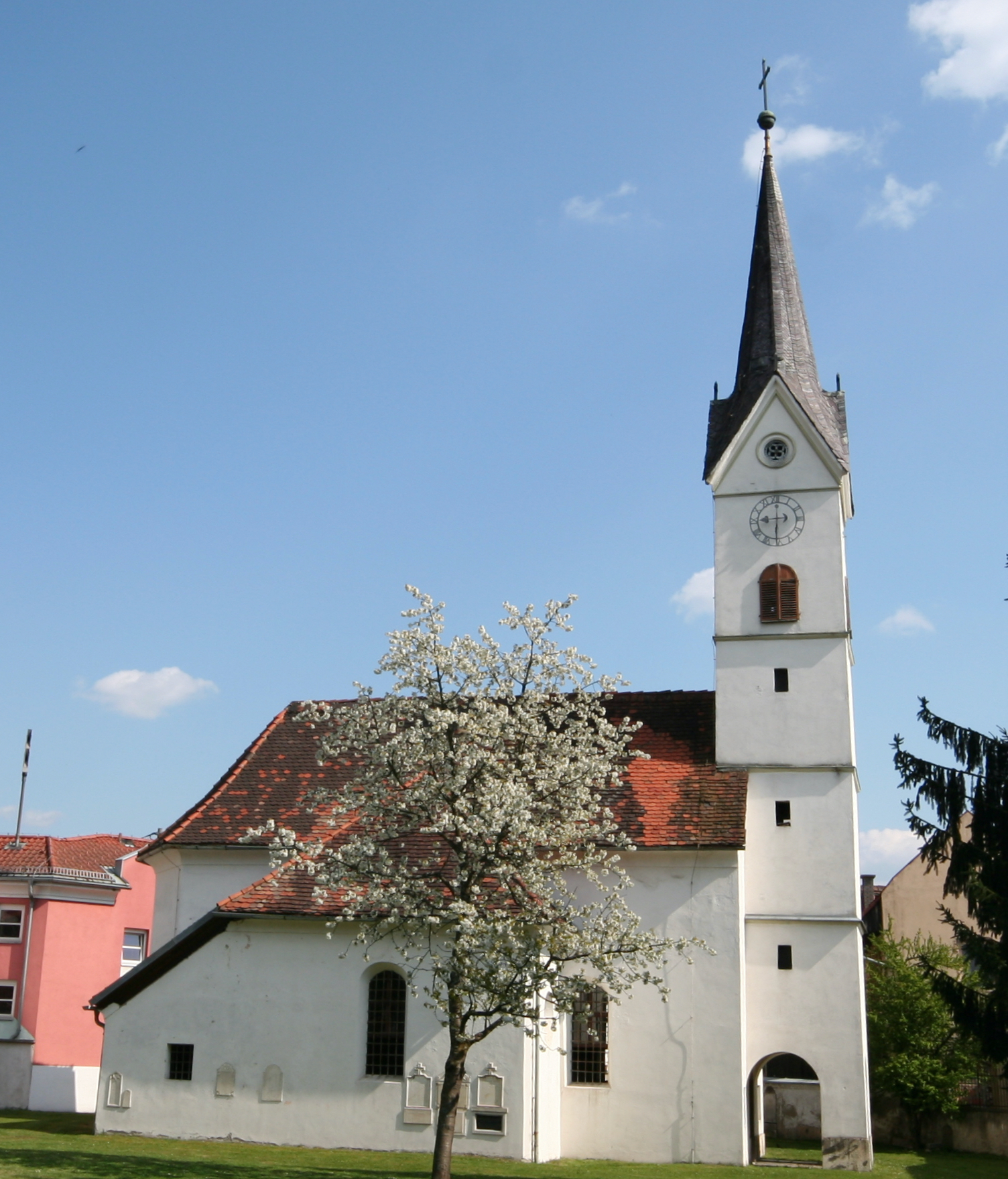
Alte katholische Pfarrkirche hl. Peter in Klagenfurt

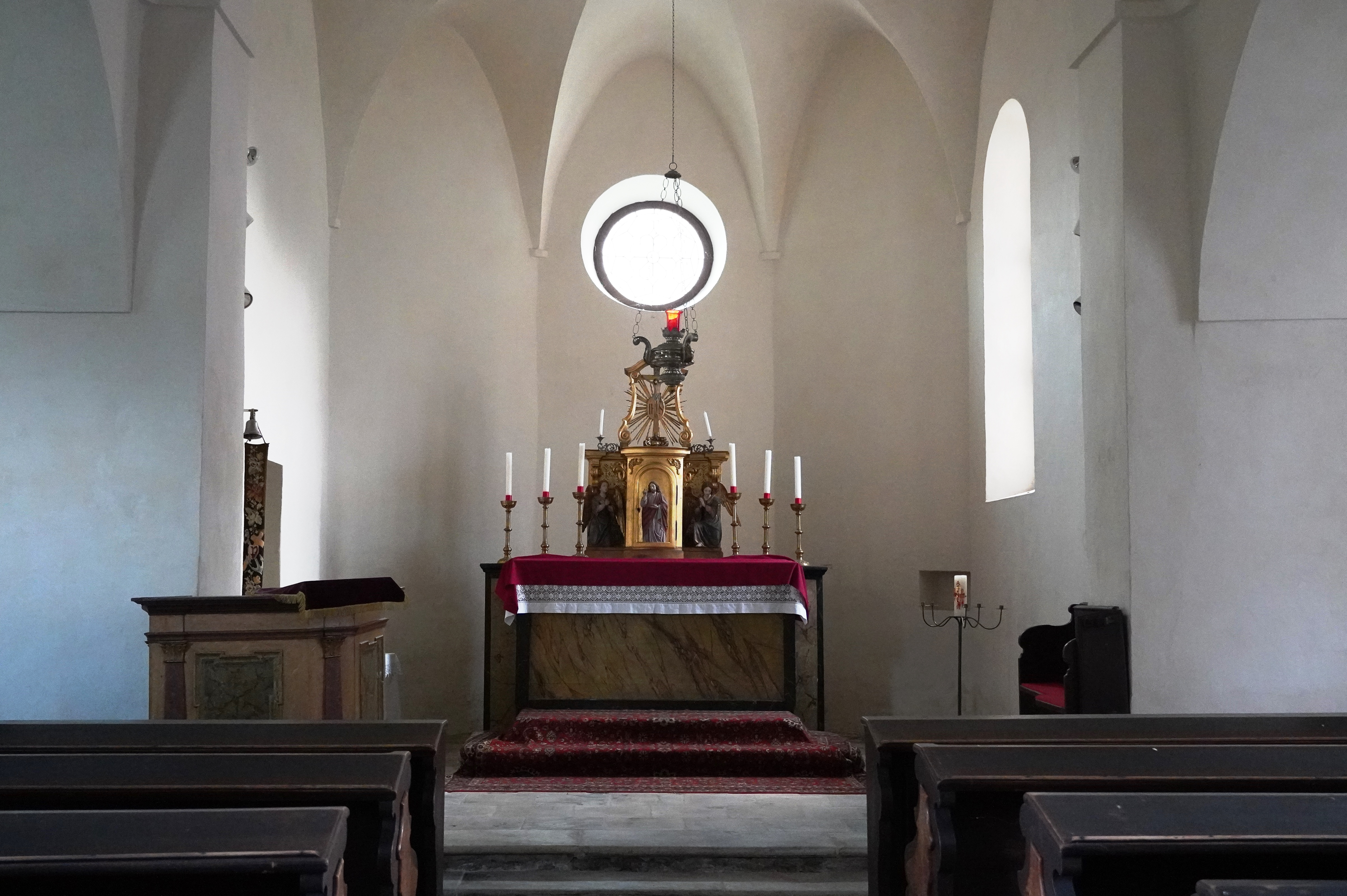
Langhaus, Blick zum Chor

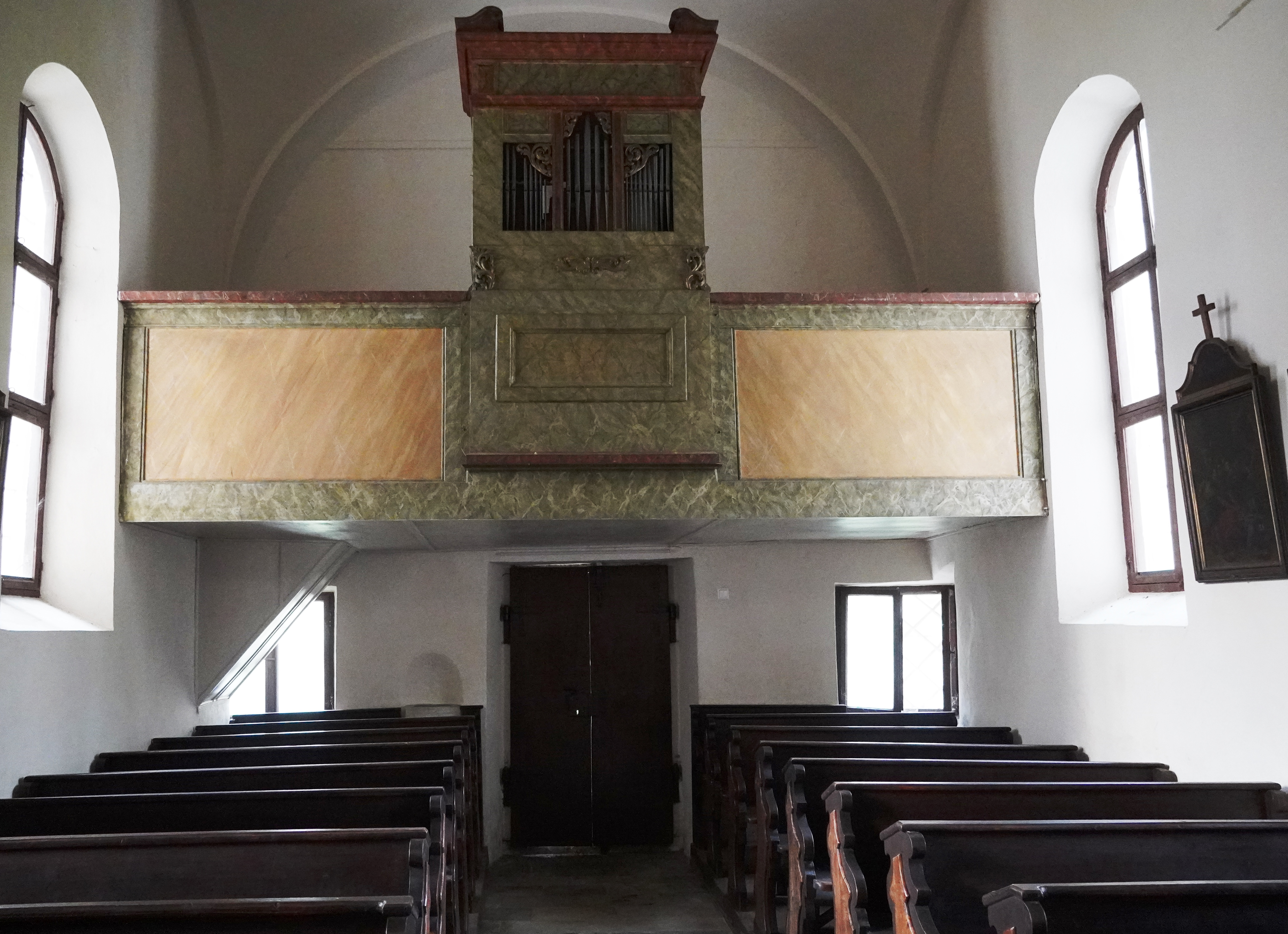
Langhaus, Blick zur Orgelempore

Die Alte Pfarrkirche Klagenfurt-St. Peter steht nahe der Neuen Pfarrkirche Klagenfurt-St. Peter im Stadtteil St. Peter bei Ebenthal der Stadtgemeinde Klagenfurt am Wörthersee in Kärnten. Die Kirche steht unter Denkmalschutz (Listeneintrag).

## Geschichte
Urkundlich wurde 1265 und 1267 eine Kirche genannt.

## Architektur
Der Kirchenbau mit einem barocken Langhaus mit einem kreuzförmigen Grundriss und einem gotischen Chor hat einen schlanken südwestlichen Vorhallenturm.
Der Turm mit Stützpfeilern trägt eine Spitzhelm. Die gotischen Gewölberippen im Chor wurden bei der Barockisierung entfernt.

## Ausstattung
An der Stelle des Hochaltares steht heute ein Heilig Grab. Die Seitenaltäre sind aus der zweiten Hälfte des 18. Jahrhunderts, der linke Altar zeigt das Bild hl. Lucia und Josef, der rechte Altar zeigt das Gnadenbild Maria Genazzano und die hl. Anna mit Maria.
Die hölzerne Orgelempore trägt ein Instrument mit schlichtem nachbarocken Orgelprospekt.